# Cabo (geografía)

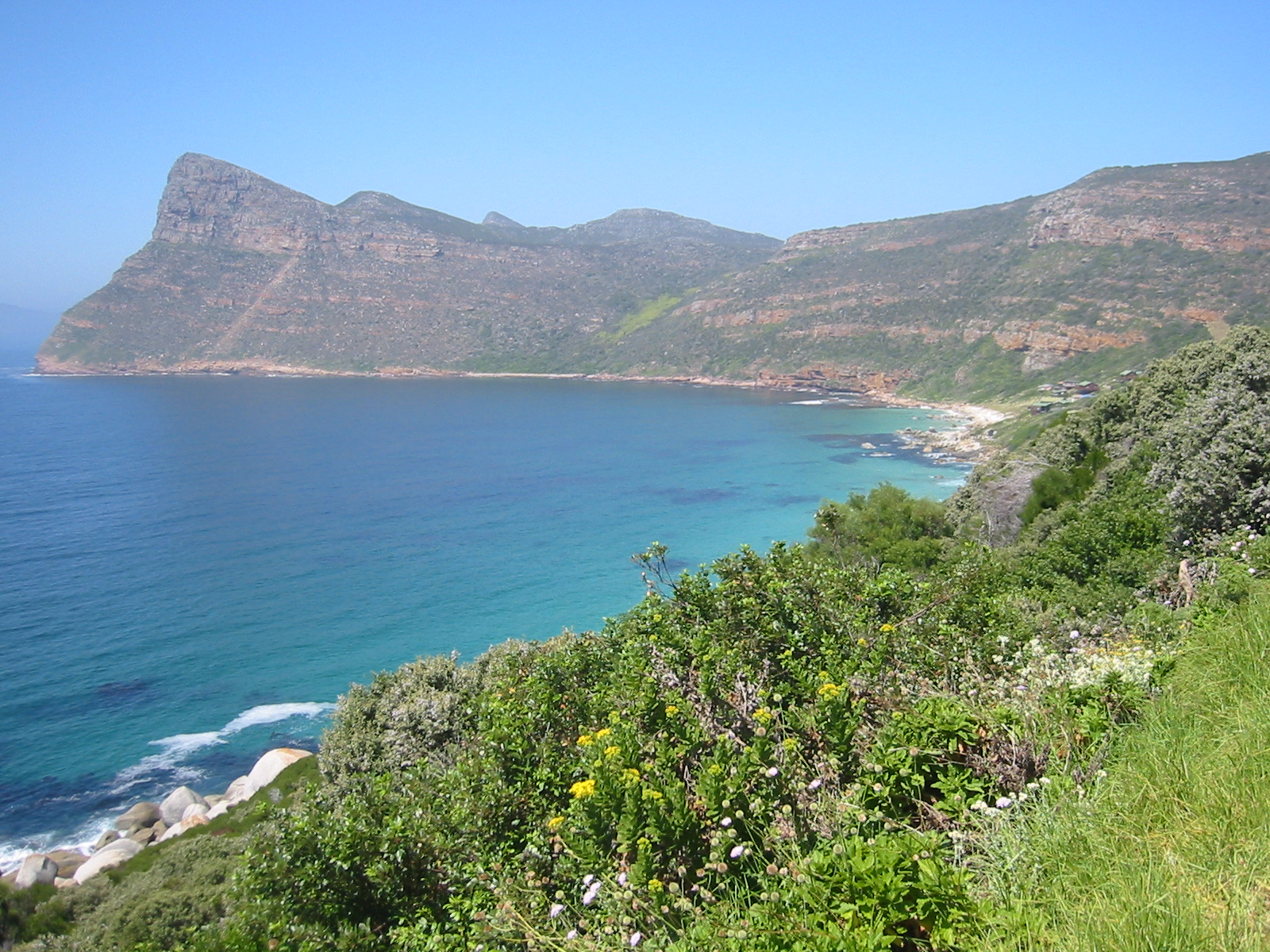
Cabo de Buena Esperanza.

En geografía, un cabo o punta normalmente formado por una masa de tierra que se proyecta hacia el interior del mar; recibe este nombre sobre todo cuando su influencia sobre el flujo de las corrientes costeras es grande, provocando dificultades para la navegación. Algunos cabos son especialmente famosos por ello, como el cabo de Hornos, el cabo de Buena Esperanza o el cabo Cañaveral.

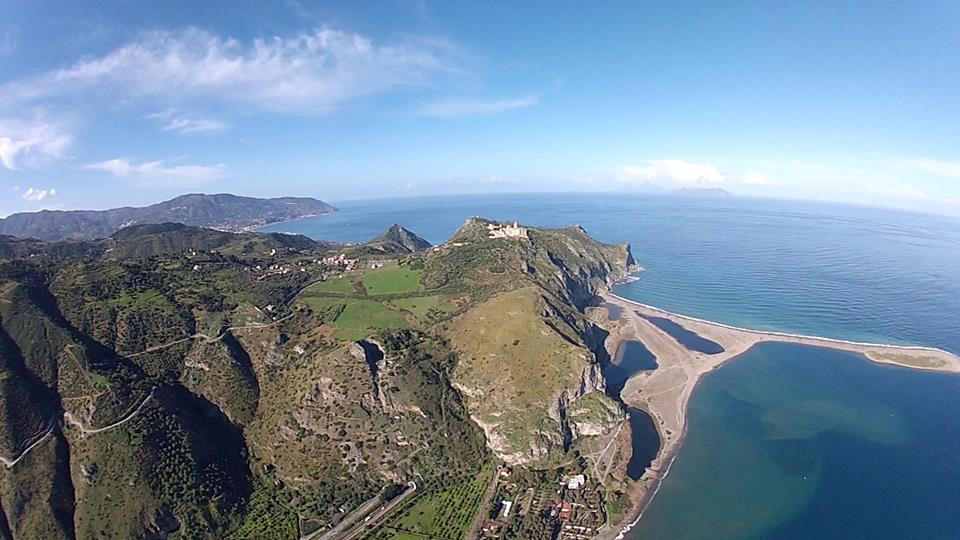
Cabo Tindaris y estanques de Marinello, Sicilia.

De España se pueden mencionar el cabo Finisterre, la punta de Tarifa y el de Estaca de Bares, entre otros. En México tiene interés geográfico e histórico el cabo Catoche, vinculado con las exploraciones que precedieron la conquista de México. En Perú, a los cabos se les denomina comúnmente puntas y muchos de ellos tienen poblaciones de aves guaneras. La reserva nacional Sistema de Islas, Islotes y Puntas Guaneras reúne 11 cabos o puntas guaneras.
La navegación efectuada entre cabos sin que se pierda contacto visual con la costa se denomina cabotaje.